# Michel Rosset
Michel Rosset, né le 24 août 1830 à Betton-Bettonet et décédé le 8 juin 1902 à Saint-Jean-de-Maurienne, était un évêque français.

## Épiscopat
Il fut nommé évêque en 1876 par le pape, tout d'abord en tant qu'administrateur apostolique de Saint-Jean-de-Maurienne avec le titre d'évêque titulaire (ou in partibus) de Parium (de) durant quelques mois, puis en tant qu'évêque de Saint-Jean-de-Maurienne de 1876 à 1902.
Il est connu pour ses livres et pamphlets antimaçonniques. Il rédige ainsi un ouvrage intitulé  La Franc-maçonnerie et les moyens pour arrêter ses ravages en 1882.

## Publications
- La Franc-maçonnerie et les moyens pour arrêter ses ravages (Librairie Victor Lecoffre, 1882)[2].

## Armes
D'azur, à un saint Michel de carnation, les ailes éployées, vêtu d'or et ceint d'une écharpe de pourpre, terrassant un démon de carnation, aux griffes et aux ailes de gueules.

## Sources
- (en) « Bishop Michel Rosset † », sur www.catholic-hierarchy.org, David M. Cheney (consulté le 11 janvier 2010).